# محمد الحايك (لاعب كرة قدم)
محمد حسين الحايك (19 فبراير 2000) هو لاعب كرة قدم لبناني، يلعب لنادي العهد والمنتخب اللبناني.

## إحصائيات

### دولي
آخر تحديث 25 يونيو 2023.
| الفريق الوطني | سنة     | الظهور | الأهداف |
| ------------- | ------- | ------ | ------- |
| لبنان         | 2022    | 1      | 0       |
| لبنان         | 2023    | 4      | 0       |
| المجموع       | المجموع | 5      | 0       |

## روابط خارجية
- محمد الحايك على موقع قاعدة بيانات كرة القدم.إي يو (الإنجليزية)
- محمد الحايك على موقع ناشيونال فوتبول تيمز (الإنجليزية)
- محمد الحايك على موقع Soccerway.com (الإنجليزية)